# Matsuda (Familienname)
Matsuda (松田, zusammengesetzt aus 松 matsu, deutsch ‚Kiefer‘ und 田 ta, deutsch ‚(Nassreis-)Feld‘) ist ein japanischer Familienname.

## Namensträger
- Eiko Matsuda (1952–2011), japanische Schauspielerin
- Eitarō Matsuda (* 2001), japanischer Fußballspieler
- Eiji Matsuda (1894–1978), japanisch-mexikanischer Botaniker, siehe Eizi Matuda
- Fumi Matsuda (* 1943), japanisch-schweizerische Tänzerin
- Gen Matsuda (* 1982), japanischer Gitarrist
- Matsuda Gonroku (1896–1986), japanischer Lack-Künstler
- Haruhiro Matsuda (* 1938), japanischer Geräteturner, siehe Haruhiro Yamashita
- Haruko Matsuda (* 1972), japanische Badmintonspielerin
- Hayate Matsuda (* 2003), japanischer Fußballspieler
- Hideki Matsuda (* 1981), japanischer Fußballspieler
- Hiroshi Matsuda (* 1960), japanischer Fußballspieler
- Matsuda Iwao (General) (1895–1979), japanischer General
- Iwao Matsuda (Politiker) (1937–2022), japanischer Politiker (LDP)
- Matsuda Jūjirō (1875–1952), japanischer Industrieller und Geschäftsmann
- Kazuya Matsuda (* 1973), japanischer Fußballspieler
- Keita Matsuda (Fußballspieler) (* 2000), japanischer Fußballspieler
- Kenta Matsuda (* 1984), japanischer Fußballspieler
- Kōsuke Matsuda (* 1986), japanischer Fußballspieler
- Matsuda Masahisa (1845–1914), japanischer Politiker während der Meiji-Zeit
- Masatoshi Matsuda (* 1980), japanischer Fußballspieler
- Michiko Matsuda (* 1966), japanische Fußballspielerin
- Misaki Matsuda (* 1998), japanische Tennisspielerin
- Mitsuhiro Matsuda (1934–2008), japanischer Modedesigner
- Mizuki Matsuda (* 1995), japanische Leichtathletin
- Naoki Matsuda (1977–2011), japanischer Fußballspieler
- Matsuda Naoyuki (1898–1995), japanischer Bildhauer
- Osamu Matsuda (* 1966), japanischer Wrestler, siehe El Samurai
- Riki Matsuda (* 1991), japanischer Fußballspieler
- Rikiya Matsuda (* 1994), japanischer Rugby-Union-Spieler
- Riku Matsuda (Fußballspieler, 1991) (* 1991), japanischer Fußballspieler
- Riku Matsuda (Fußballspieler, 1999) (* 1999), japanischer Fußballspieler
- Rinko Matsuda (* 2005), japanische Tennisspielerin
- Satsumi Matsuda (* 1993), japanische Synchronsprecherin
- Seiko Matsuda (Noriko Kamachi; * 1962), japanische Songwriterin
- Takeo Matsuda (* 1961), japanischer Fußballspieler
- Takeshi Matsuda (* 1984), japanischer Schwimmer
- Tatsuya Matsuda (* 1965), japanischer Synchronsprecher
- Temma Matsuda (* 1995), japanischer Fußballspieler
- Tomomi Matsuda (* 1982), japanische Badmintonspielerin
- Tsugio Matsuda (* 1979), japanischer Rennfahrer
- Tsuneji Matsuda (1895–1970), japanischer Industrieller (Mazda Motor Corporation)
- Tsutomu Matsuda (* 1983), japanischer Fußballspieler
- Yasuko Matsuda (1937–2021), japanische Leichtathletin
- Yoshinori Matsuda (* 1974), japanischer Fußballspieler
- Yoshinori Matsuda (Botaniker), japanischer Biologe
- Yūsaku Matsuda (1949–1989), japanischer Schauspieler
- Yūsuke Matsuda (* 1991), japanischer Fußballspieler
- Yutaka Matsuda (1942–1998), japanischer Künstler und Kunstpädagoge